# Bisdom Santarém (Portugal)
Het bisdom Santarém (Latijn: Dioecesis Santaremensis in Lusitania) is een rooms-katholiek bisdom met als zetel Santarém, hoofdstad van het district Santarém, in Portugal. Het bisdom is suffragaan aan het patriarchaat Lissabon.

## Geschiedenis
Het bisdom werd opgericht op 16 juli 1975, uit delen van het patriarchaat Lissabon. 

## Parochies
Het bisdom had in 2020 een oppervlakte van 3.203 km2 en telde 285.300 inwoners waarvan 82,0% rooms-katholiek was.

## Bisschoppen
- António Francisco Marques (16 juli 1975 - 28 augustus 1997)
- Manual Pelino Domingues (27 januari 1998 - 7 oktober 2017)
- José Augusto Traquina Maria (7 oktober 2017 - heden)